# Zeinheim
Zeinheim település Franciaországban, Bas-Rhin megyében. Lakosainak száma 226 fő (2022. január 1.). Zeinheim Knœrsheim, Landersheim, Rangen, Westhouse-Marmoutier és Willgottheim községekkel határos.

## Népesség
A település népessége az elmúlt években az alábbi módon változott:
| Lakosok száma | 201  | 202  | 203  | 201  | 205  | 203  | 210  | 218  | 226  |
|               | 2013 | 2015 | 2016 | 2017 | 2018 | 2019 | 2020 | 2021 | 2022 |